# نویبرگ آن در مورتس
نویبرگ آن در مورتس (به آلمانی: Neuberg an der Mürz) یک منطقهٔ مسکونی در اتریش است که در بروک مورتسوچلاگ واقع شده‌است. نویبرگ آندر مورتس ۶۳٫۹۸ کیلومتر مربع مساحت دارد ۷۳۲ متر بالاتر از سطح دریا واقع شده‌است.